# Luther Singh
Luther Singh (Soweto, 5 de agosto de 1997) es un futbolista sudafricano. Juega de delantero y su equipo es el AEL Limassol F. C. de la Primera División de Chipre. Es primo del también futbolista Lyle Foster.

## Clubes
| Club                             | País      | Año       |
| -------------------------------- | --------- | --------- |
| GAIS Göteborg                    | Suecia    | 2015-2017 |
| S. C. Braga                      | Portugal  | 2017-2021 |
| G. D. Chaves (cedido)            | Portugal  | 2019      |
| Moreirense F. C. (cedido)        | Portugal  | 2019-2020 |
| F. C. Paços de Ferreira (cedido) | Portugal  | 2020-2021 |
| F. C. Copenhague                 | Dinamarca | 2021-2023 |
| G. D. Chaves (cedido)            | Portugal  | 2022-2023 |
| F. K. Čukarički                  | Serbia    | 2023-2024 |
| AEL Limassol F. C.               | Chipre    | 2024-     |

## Palmarés

### Títulos nacionales
| Título                 | Club             | País      | Año  |
| ---------------------- | ---------------- | --------- | ---- |
| Superliga de Dinamarca | F. C. Copenhague | Dinamarca | 2022 |